# نیتو چاندرا
نیتو چاندرا (به انگلیسی: Neetu Chandra) (زاده ۲۰ ژوئیه ۱۹۸۴) بازیگر، مدل، تهیه‌کننده هندی است.
از فیلم‌هایی که وی در آن نقش داشته‌است می‌توان به ادویه تند، ای خوش‌شانس! ای خوشبختی!، آدی باگاوان، قرن‌ها و همه خوب هستند اشاره کرد.